# Уилям Морис Мередит
Уилям Морис Мередит (на английски: William Morris Meredith, Jr.) е американски поет и педагог, носител на „Пулицър“ за поезия и поет-лауреат на САЩ от 1978 до 1980 година.

## Биография
Мередит е роден на 9 януари 1919 година в Ню Йорк в семейството на Уилям Морис Мередит–старши и Нели Кейсър. Посещава Ленъкс Скуул в Масачузетс, където се дипломира през 1936 година. Започва да пише поезия, докато е студент в колежа на Принстънския университет. Завършва с пълно отличие Принстън през 1940 година с дипломна работа върху творчеството на Робърт Фрост. Първият му том с поезия „Love Letter from an Impossible Land“ („Любовно писмо от невъзможна земя“) излиза през 1944 година. Избрано е за публикуване от Арчибалд Маклийш като част от поредицата на Йейл „Състезание за млади поети“.
Мередит работи за кратко в „Ню Йорк Таймс“ като набирач на текстове и впоследствие репортер, преди през 1941 година да постъпи във военновъздушните сили и да вземе участие във Втората световна война. През следващата година е преместен във флота; участва в мисии в тихоокеанския театър на бойните действия и на Алеутските острови и достига до ранг лейтенант. Продължава военната си служба в запаса до 1952 година, когато отново е извикан в армията по време на Корейската война. Достига до ранг лейтенант командир и е отличен с два медала за военновъздушните си мисии.
През 1988 година, Мередит получава наградата „Пулицър“ за поезия и наградата за литература на „Лос Анджелис Таймс“ за книгата му „Partial Accounts: New and Selected Poems“ („Частична равносметка: Нови и избрани стихове“), а през 1997 година печели Националната книжна награда за поезия за „Effort at Speech“ („Говор с усилие“). Мередит е отличен и със стипендията на фондация „Гугенхайм“, мемориалната награда „Хариет Монроу“, наградата „Карл Сандбърг“ и Международната награда за поезия „Никола Вапцаров“ (1980).
От 1964 до 1987 година, Мередит заема поста председател на Академията на американските поети. От 1978 до 1980, той е Консултант по поезия към Библиотеката на Конгреса, която позиция през 1985 се трансформира в поет-лауреат консултант по поезия към Библиотеката. Той е първият гей поет, който получава това отличие.
От 1946 до 1950 година Мередит е преподавател в Принстънския университет, където преподава английски и творческо писане. Следва назначение като доцент към Университета на Хавай (1950–51). След Корейската война е назначен за доцент по английски в колежа „Кънектикът“, където преподава до 1983 година. През 1965 година е повишен до професор.
Мередит е редактор на сборника „Шели: Избрани поеми“ (1962). Преводът му на „Alcools: Poems 1889-1913“ от Гийом Аполинер излиза през 1964 година. През 1986 година излиза редактираният от него сборник „Поети от България“, съдържащ 73 стихотворения от 24 съвременни български поети, превеждани от автори като Джон Ъпдайк, Ричард Уилбър, Максин Кумин и самия Мередит.
През 1983 година Мередит преживява мозъчен удар и през следващите две години е на легло. Инсултът му причинява тежка афазия и нарушава говорните му способности. Мередит приключва кариерата си на преподавател и през този период не може да пише поезия. След интензивна терапия и лечение във Великобритания, той възвръща до голяма степен езиковите си умения.
На 30 май 2007 година Мередит умира в Ню Лондън, Кънектикът, близо до дома си в Монтвил, където в продължение на 36 години живее с партньора си, писателя Ричард Хартайс. На 19 ноември 2008 година в Мистик, Кънектикът, е излъчен премиерно биографичен филм за живота му, озаглавен „Маратон“.